# Visúcio

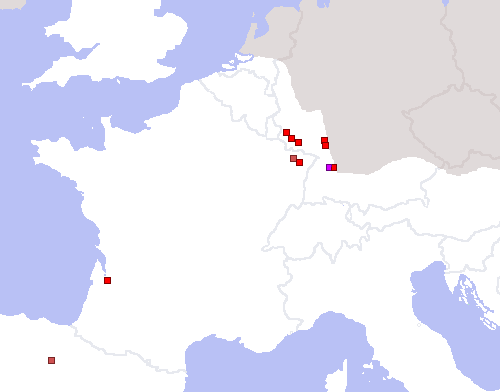
Mapa mostrando a distribuição de inscrições de Mercúrio Visúcio (incluindo um número de variantes deste nome)

Visúcio (em latim: Visucius) era um deus galo-romano, costumeiramente identificado com Mercúrio. Foi principalmente cultuado no leste da Gália, em torno de Tréveris e no Reno; seu nome está gravado em cerca de dez inscrições dedicatórias. Uma inscrição também foi encontrada em Bordeaux. Visúcio está, com Gebrínio e Cissônio, entre os mais comuns epítetos nativos do Mercúrio gaulês.
O nome às vezes tem sido interpretado como significando "dos corvos" ou "versado"; cf. as raízes proto-célticas *weiko- 'corvo' e *witsu- 'conhecendo'.
A ortografia variante ou errada Visuclo (Visuclus) também está atestada.
Em uma inscrição, Visúcio tem o epíteto Solitúmaro; a mesma inscrição também honra Júpiter Ótimo Máximo e Apolo.
Uma outra inscrição está co-dedicada à Santa Visúcia, tão bem quanto a Mercúrio Visúcio. Esta deusa, aparentemente uma acompanhante ou análoga de Visúcio, às vezes tem sido como compararada a Rosmerta ou Maia, que também acompanha Mercúrio em muitas dedicatórias gaulesas.
Uma inscrição dedicada a Visúgio foi encontrada em Agoncillo na Espanha; esta talvez possa se referir à mesma deidade.